# Peristeria guttata
Peristeria guttata är en orkidéart som beskrevs av George Beauchamp Knowles och Frederic Westcott. Peristeria guttata ingår i släktet Peristeria och familjen orkidéer. Inga underarter finns listade i Catalogue of Life.

## Bildgalleri

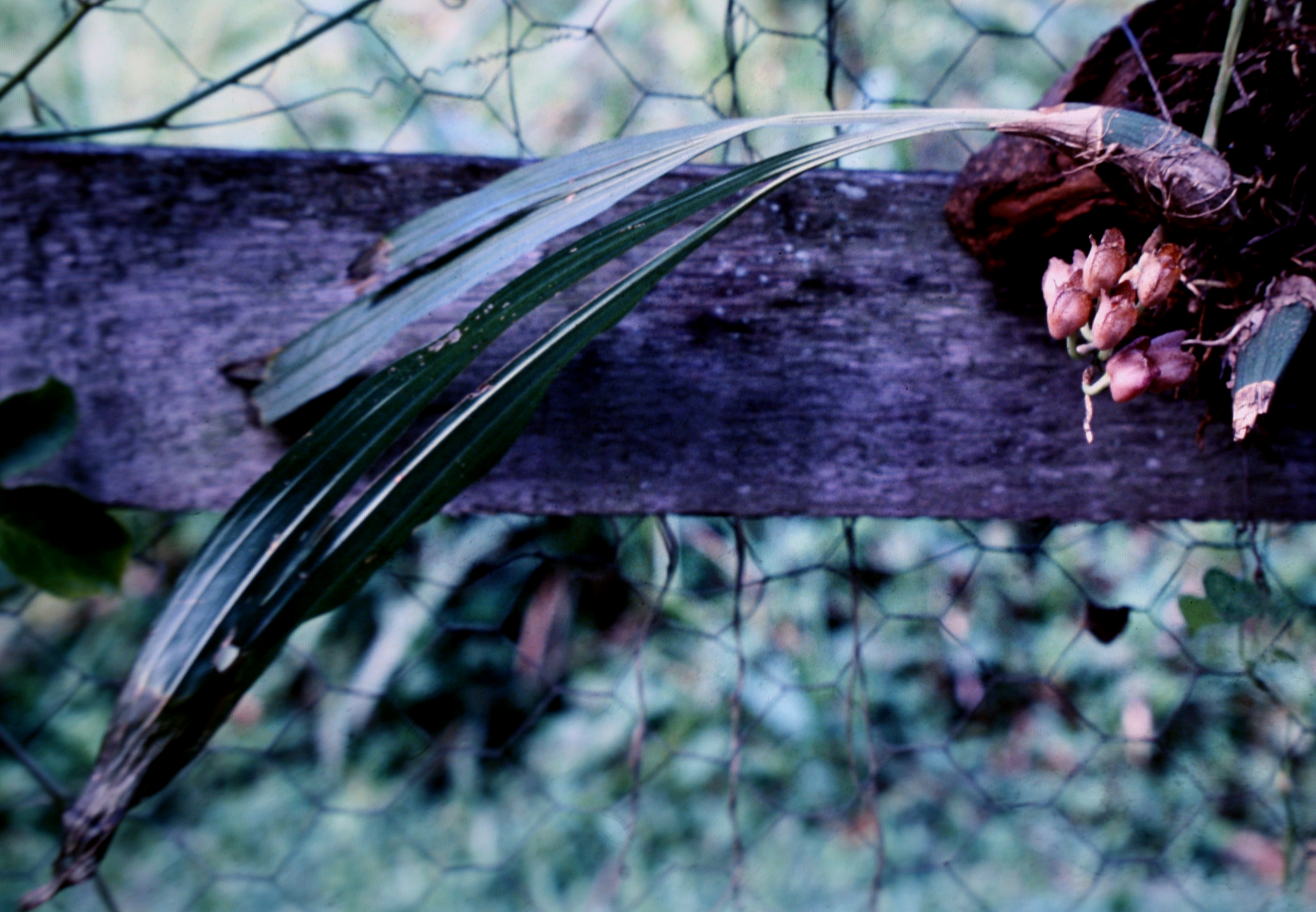
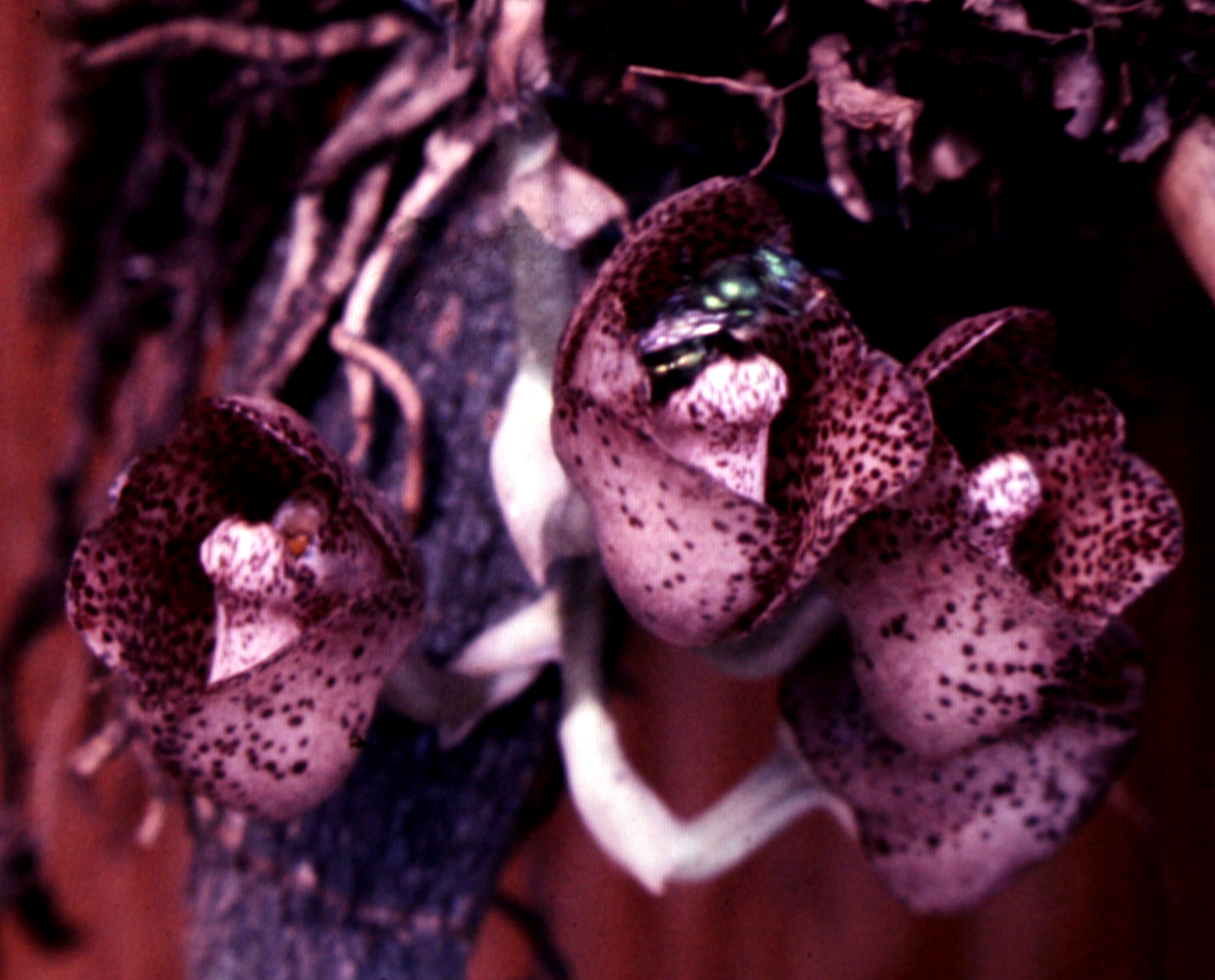
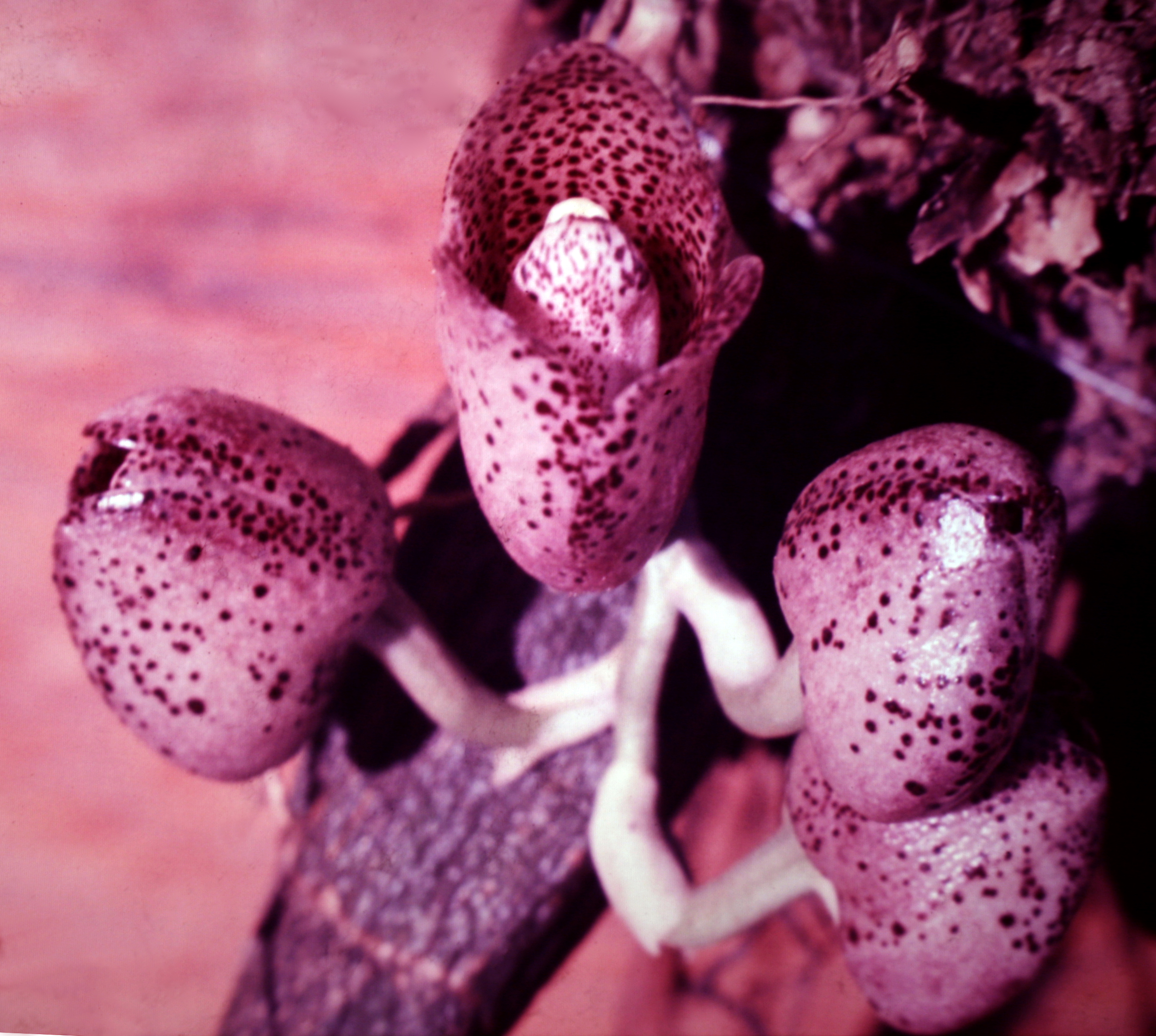